# Barry Reed
Barry Clement Reed (* 28. Januar 1927 in Alameda, Kalifornien; † 19. Juli 2002 in Norwood, Massachusetts) war ein amerikanischer Prozessanwalt und Bestsellerautor.

## Leben
Barry Reed wurde als Sohn von Clement Barry und Julia Donahue Reed am 28. Januar 1927 in Alameda geboren. Im Jahr 1949 erwarb er einen Bachelor of Science am College of the Holy Cross. Im Jahr 1951 heiratete er Marie Ash. Er hatte vier Kinder: Debra, Marie, Susan und Barry. Er erwarb 1954 einen Bachelor of Laws vom Boston College. Er wurde 1955 bei der Anwaltskammer des Staates Massachusetts zugelassen und eröffnete eine private Kanzlei in Boston.
Reed erwarb sich einen soliden Ruf als Anwalt und spezialisierte sich auf medizinische Kunstfehler, Personenschäden und Zivilprozesse. Für seine herausragende juristische Arbeit wurde er mit dem Clarence-Darrow-Preis für hervorragende Prozessführung geehrt. Er war ehemaliger Präsident der Massachusetts Trial Lawyers Association, ehemaliger Gouverneur der Massachusetts Academy of Trial Lawyers und Mitbegründer der American Society of Law and Medicine.
Zusätzlich zu seiner juristischen Praxis war Reed ein gefeierter Autor. Nachdem er zwei juristische Texte veröffentlicht hatte, schrieb er 1980 das Gerichtsdrama The Verdict. Im Mittelpunkt des Romans steht ein niedergeschlagener Anwalt, der einen Kunstfehlerprozess gegen zwei prominente Ärzte führt, deren Fahrlässigkeit eine schwangere Frau ins Koma fallen ließ. The Verdict wurde in zwölf Sprachen übersetzt und nach einem Drehbuch von David Mamet unter demselben Titel im Jahr 1982 verfilmt. Die Hauptdarsteller waren Paul Newman und James Mason. Der Film wurde unter der Regie von Sidney Lumet gedreht und für fünf Academy Awards nominiert, darunter für den besten Film und den besten Schauspieler.
Reed starb am 19. Juli 2002 in Norwood (Massachusetts).
Reeds Schützling war Jan Schlichtmann, ein Prozessanwalt, der durch seine Klage gegen W. R. Grace and Company und Beatrice Foods wegen Leukämie-Todesfällen durch verunreinigtes Trinkwasser in Woburn, Massachusetts, berühmt wurde. Schlichtmanns Fall war die Grundlage für eine Zivilklage, die mit einem National Book Critics Circle Award ausgezeichnet und ebenfalls verfilmt wurde.

## Werke (Auszug)
- 1980: The Verdict: Die Wahrheit und nichts als die Wahrheit (Originaltitel: The Verdict). Deutsch von Sepp Leeb. Heyne, München 1983, ISBN 3-453-01822-2[4]
- 1991: The Choice: Die Entscheidung (Originaltitel: The Choice). Deutsch von Wolfgang Neuhaus. Bastei-Verl. Lübbe, Bergisch Gladbach 1993, ISBN 978-3-404-13455-7[5]
- 1994: The Indictment. Sprache: Englisch, St. Martin’s Paperbacks, 1994, ISBN 978-1-56431-083-5[6]
- 1997: The Deception. Sprache: Englisch, St. Martin’s Paperbacks, 1998, ISBN 978-0-312-96494-8[7]